# Jacques Peletier du Mans
Jacques Peletier du Mans (a vegades escrit Jacques Pelletier) va ser un humanista francès del Renaixement en el segle xvi.

## Vida

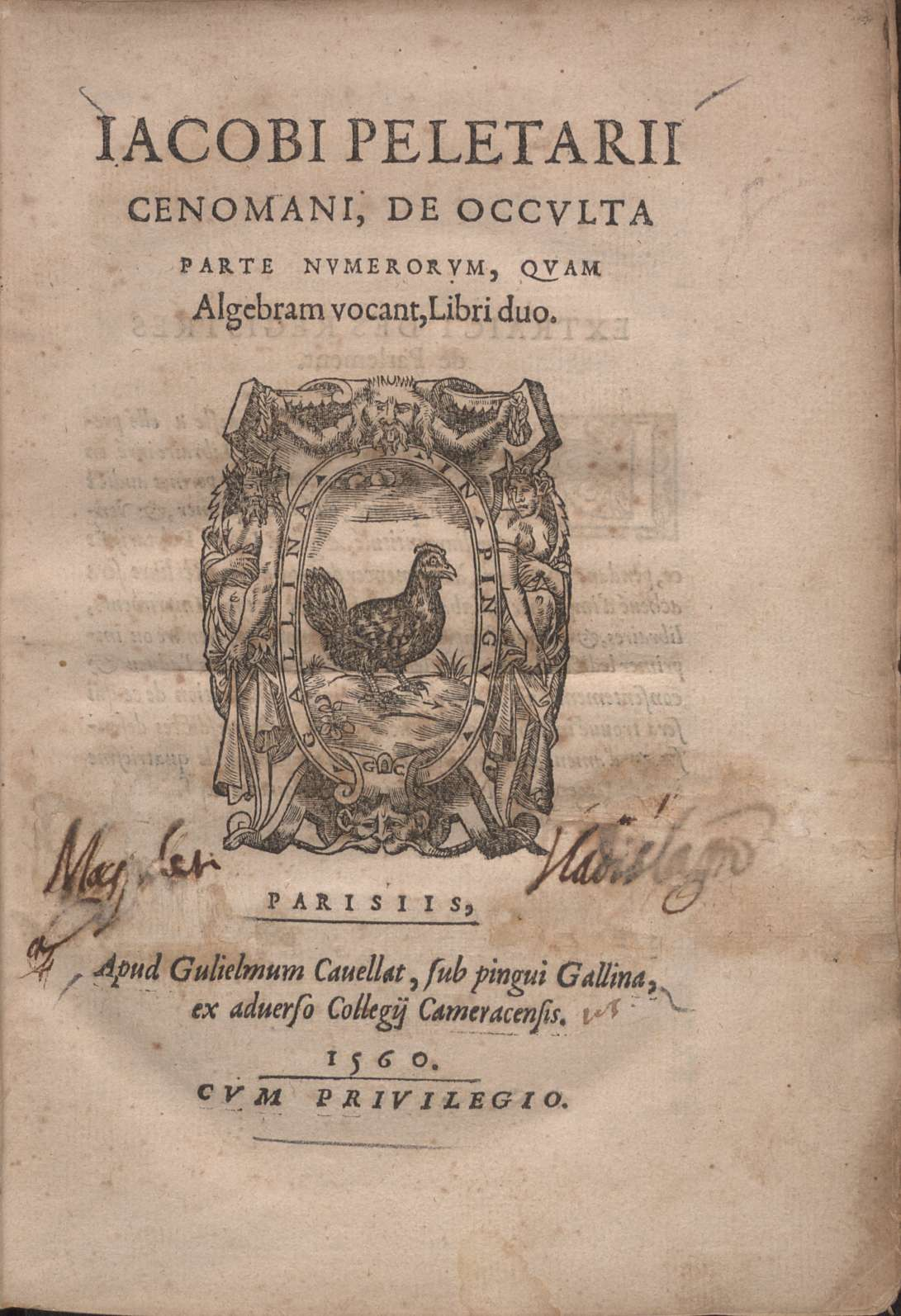
De occulta parte numerorum, quam algebram vocant, 1560

Peletier va ser el novè dels quinze fills de Pierre Peletier i Jeanne Le Royer. El seu pare era advocat i agutzil de Le Mans. Quan tenia aproximadament dotze anys es va traslladar a París, on ja hi vivia el seu germà nou anys més gran, Pierre, que va dirigir els seus estudis cap a la filosofia, però l'esperit inquiet i independent de Jacques Peletier el porta a estudis diversos: matemàtiques, dret, medicina, grec... Va estudiar al Col·legi de Navarra, on el seu germà era professor i on coincidirà com alumne amb Pierre de la Ramée.
Vers el 1538 retorna a Le Mans on, l'any següent, és nomenat secretari del bisbe René du Bellay. Serà a Le Mans, en aquest període, quan coneixerà Pierre Ronsard i Joaquim du Bellay, sobre els qui exercirà una forta influència i que es convertiran en el nucli fundador de La Pléiade. L'any 1543 és nomenat director del Collège de Bayeux a París on adquirirà una sòlida reputació, fins al punt de ser nomenat el 1547 per a pronunciar l'oració fúnebre del rei Enric VIII d'Anglaterra a l'església de Notre-Dame. Durant els seus anys de docència al Collège de Bayeux reivindicarà amb força, juntament amb La Ramée i altres, l'ensenyament en la llengua vernacle, el francès.
A partir de 1548, estudia medicina a Poitiers i, en els anys successius exercirà aquesta professió a Burdeus, Poitiers i Lió; en aquesta darrera ciutat farà amistat amb l'impressor Jean de Tournes, qui editarà bona part de les seves obres. També exerceix com a preceptor, donant classes de geometria al fill de l'editor.
Després d'un viatge a Itàlia i d'una llarga estada a Savoia (1570-1572), es reincorpora a l'ensenyament, essent director del Collège de Guyenne de Burdeus (1572-1573), professor de matemàtiques a la universitat de Poitiers (1579) i, finalment, director del Collège du Mans de París fins a la seva mort.

## Obra
La seva obra escrita és el reflex de la seva vida activa i diversa: en el camp científic escriu, sobretot de matemàtiques i medicina; en el camp filològic és el pioner de la reforma de l'ortografia francesa i dona nombroses traduccions al francès de texts clàssics grecs, llatins i italians (Homer, Virgili, Horaci, Petrarca, ...); en el camp literari i poètic és el tret d'unió de La Pléiade.
En ordre cronològic i classificada pels seus camps d'activitat les seves obres publicades són:

### En el camp científic
- 1544, París - Arithmeticae practicae methodus facilis. Traducció d'un tractat de Gemma Frisius. Reeditat el 1563 i 1567.
- 1548, Poitiers - L'Arithmetique. Ampliat el 1549 i reeditat nombroses vegades.
- 1554, Lió - L'Algebre.
- 1557, Lió - Jacobi Peletarii Cenomani in Euclidis Elementa Geometra Demonstrationum Libri sex. Traducció al francès dels sis primers llibres dels Elements d'Euclides.
- 1560, París - De occulta parte numerorum quam Algebram vocant.
- 1560, París - Jacobi Peletarii Cenomani de Conciliatione Locorum Galeni.
- 1562, ?? - De Peste Compendium.
- 1563, ?? - De Contactu Linearum.
- 1567, Lió - Disquisitiones Geometricae.
- 1572, París - De Usu Geometricae.
- 1573, París - De l'usage de Geometrie.
- 1573, París - Euclidis Elementorum Libri XV. Graece et latine.
- 1579, Poitiers - Oratio Pictavii habita in Praelectiones Mathematica.
- 1579, Paris - Cristophorum Clavium de Contactu Liearum Apologia.[13]

### En el camp filològic
- 1545, París - L'Art Poëtique d'Horace. Traducció de la Poètica d'Horaci al francès. Potser en va haver una edició anterior el 1544, però no se'n coneix cap exemplar. Es va reimprimir el 1584 amb nombroses correccions.
- 1550, Poitiers - Dialogue de l'Ortografe et Pronontiation françoese. Potser la seva obra més influent que es va reeditar el 1555 a Lió.[14]
- 1555, Lió - L'Art Poetique de Jacques Peletier du Mans.

### En el camp literari i poètic
- 1547, París - Les Oeuvres Poetiques de Jacques Peletier du Mans.
- 1555, Lió - L'Amour des Amours. Vers liriques.
- 1558, ?? - Exhortatio Pacificatoria.[15]
- 1572, Anecy - La Savoie.
- 1580, París - Mauricium Bressium Apologia.
- 1581, París - Oeuvres poetiques, intituleez Louanges avec quelques outres ecriz non encore publiés.